# 君にラヴソングを
『君にラヴソングを』は、2010年に公開された日本の恋愛映画である。

## 概要
『君にラヴソングを』は、超新星のメンバー全員が本人役で出演し、ソンジェが主演、視力を失っているヒロインを南沢奈央が演じた恋愛映画である。本作は、園田俊郎の初の長編監督となる。
超新星は、本作の主題歌『まごころ』、挿入歌『ALL ABOUT U』を担当している。本作の完成を受けて、「まごころ」、「ALL ABOUT U」、「J.P.〜REBORN〜」の3作を2010年5月12日から5月14日の3日間連続で発売された。
TOKYO MXのドラマシリーズ「今夜もLL♡（LIVE&LOVE)」のエピソード2「君の瞳に花束を」(2017年5月10日放送)が、本作のリメイク版として主役をBoys Republicと葵わかなが演じ制作された。

## あらすじ
超新星のメンバーが、レコーディングのために来日する。超新星のメンバー・ソンジェは、ひょんなことから病気のために視力を失っている少女・山口沙緒里と出会う。沙緒里は超新星の大ファンだが、ソンジェは超新星のメンバー本人だと言えないでいる。そんな中、ソンジェと沙緒里の2人は仲良くなっていくが、沙緒里の病気が再発する。

## キャスト
超新星(ソンジェ・ユナク・ソンモ・グァンス・ジヒョク・ゴニル)
演 - 超新星のメンバーが本人役で出演
山口沙緒里
演 - 南沢奈央 : 病気のために視力を失っている。超新星の大ファン。
山口香緒里
演 - 英玲奈
超新星マネージャー
演 - 光浦靖子
ディレクター須藤
演 - 渡部建 (アンジャッシュ)
ラジオパーソナリティー
演 - 狩野英孝

## 派生作品
DVD
- 『君にラヴソングを』DVD (2010年9月22日、ユニバーサルミュージック)

CD
- 超新星『まごころ』(2010年5月12日、ユニバーサルミュージック) - 主題歌
- 超新星『ALL ABOUT U』(2010年5月13日、ユニバーサルミュージック) - 挿入歌